# 19354 Fredkoehler
19354 Fredkoehler è un asteroide della fascia principale. Scoperto nel 1997, presenta un'orbita caratterizzata da un semiasse maggiore pari a 3,0818651 UA e da un'eccentricità di 0,2130935, inclinata di 11,38708° rispetto all'eclittica.